# 113 Szwadron Kozacki
113 Szwadron Kozacki (ros. 113-й казачий эскадрон, niem. Kosaken-Schwadron 113) – oddział wojskowy Wehrmachtu złożony z Kozaków podczas II wojny światowej.
W 1942 r. na okupowanej Ukrainie w składzie 113 Dywizji Piechoty gen. Hansa-Heinricha Sixta von Armina został sformowany kozacki szwadron konny. Miał on na uzbrojeniu 5 lekkich karabinów maszynowych. Jesienią tego roku przemianowano go na 113 Kozacki Szwadron. W poł. grudnia w  zajętej części Stalingradu oddział wszedł w skład improwizowanej Dywizji von Stumpfeld. Na przełomie stycznia/lutego 1943 r. uległ zniszczeniu podczas ciężkich walk z Armią Czerwoną.